# Le Ménestrel
Pour les articles homonymes, voir Ménestrel (homonymie).
Le Ménestrel est une revue musicale hebdomadaire éditée à Paris entre 1833 et 1940, fondée par Joseph-Hippolyte L'Henry et initialement publiée par la Librairie Poussielgue. En 1840, le journal est racheté par l'éditeur musical Jacques-Léopold Heugel et reste dans le giron des Éditions Heugel jusqu'à sa disparition au début de la Seconde Guerre mondiale. Après la fermeture en 1880 de sa principale rivale, la Revue et gazette musicale de Paris, Le Ménestrel devient la plus prestigieuse et la plus ancienne revue musicale de France.

## Historique
En 1827, François-Joseph Fétis fonde La Revue Musicale, premier périodique français entièrement consacré à la musique classique. Dès 1834, il a deux sérieux concurrents, Le Ménestrel créé en 1833 et la Gazette Musicale de Maurice Schlesinger fondée en 1834. Le premier numéro du Ménestrel, fondé par l'éditeur musical Joseph-Hippolyte L'Henry et imprimé par la Librairie Poussielgue, paraît le 1er décembre 1833. En 1835, Schlesinger rachète La Revue Musicale de Fétis et fusionne les deux journaux dans la Revue et gazette musicale de Paris. Jusqu'à la cessation de la publication de La Revue et Gazette en 1880, Le Ménestrel est son principal rival sur le plan de l'influence et de la couverture et devient à sa disparition la plus prestigieuse et la plus ancienne revue musicale de France.
Emile d'Arlhac (1802-1852) reprend la direction du Ménestrel en juillet 1835 pour y renoncer au mois de mars suivant en faveur du journaliste et critique Jules Lovy, collaborateur du journal depuis sa fondation. Dès 1836, Le Ménestrel a un tirage hebdomadaire de 600 exemplaires, le nombre réel de lecteurs étant probablement largement supérieur comme le souligne Katharine Ellis : à l'époque, la seule ville de Paris compte en effet plus de 500 « cabinets de lecture », précurseurs des bibliothèques modernes, très populaires au début du XIXe siècle, où, pour un prix modique, le public pouvait lire les derniers numéros des revues et journaux,,. En 1840, le nouveau partenariat formé entre les éditeurs de musique Jacques-Léopold Heugel et Antoine Meissonnier acquiert Le Ménestrel. Heugel en est le directeur et Jules Lovy reste rédacteur en chef jusqu'à sa mort en 1863. Le critique et historien de la musique Joseph d'Ortigue succède à Lovy. Plus tard, Arthur Pougin, collaborateur entre 1885 et 1921 devient également rédacteur en chef. Toutefois, après la mort d'Ortigue en 1866, seul le nom d'Heugel apparaît dans les mentions légales. Lorsque Jacques-Léopold meurt en 1883, son fils Henri-Georges Heugel lui succède. Il est à son tour remplacé par son propre fils, Jacques-Paul Heugel, directeur du journal jusqu'à la fin de son existence.
Le Ménestrel est publié chaque semaine durant 107 ans, initialement le dimanche puis le samedi et plus tard le vendredi. La Guerre franco-allemande de 1870 entraîne sa suspension entre décembre 1870 et novembre 1871. La publication est à nouveau interrompue durant la Première Guerre mondiale et le journal ne réapparaît qu'avec le numéro du 17 octobre 1919. Pendant la Seconde Guerre mondiale, la revue poursuit ses activités jusqu'à l'occupation allemande. Le numéro du 24 mai 1940 annonce qu'à la suite des attaques allemandes et de la fermeture des théâtres et des salles de concert en Europe et en France comme celle du Conservatoire de Paris, le journal suspend sa publication avec l'espoir de la reprendre à l'automne : 

« Nous souhaitons pouvoir reprendre, à l'automne, l'effort que nous nous sommes imposé pendant la première phase de la guerre, conscients d'avoir ainsi servi modestement, mais de notre mieux, la cause impérissable de la pensée et de l'art français. »

 Ce sera en fait le dernier numéro du Ménestrel. La maison Heugel poursuit son activité d'éditeur de musique indépendant jusqu'en 1980, où elle est vendue aux Éditions Alphonse Leduc.
Nombre de signatures comme celles déjà citées ou celles d'Henri Duponchel, Max d'Ollone, Alphonse Royer, Camille Le Senne, Edmond Neukomm ou Paul Collin ont participé à la notoriété du Ménestrel. Lucien Solvay (en), rédacteur en chef du journal Le Soir, fait partie des correspondants belges.